# Rômulo da Silva
Rômulo da Silva Machado, noto semplicemente come Rômulo (Cascavel, 10 gennaio 1996), è un calciatore brasiliano, centrocampista del Nam Định.

## Palmarès

### Club

#### Competizioni nazionali
- Primeira Liga: 1

Londrina: 2017
- Campionato vietnamita: 1

Nam Định:  2024-2025